# Sergi Canós
Sergi Canós Tenés (Nules, 2 februari 1997) is een Spaans voetballer die doorgaans als vleugelspeler speelt. Hij verruilde Brentford in augustus 2023 voor Valencia.

## Clubcarrière
Canós werd in 2010 opgenomen in de jeugdopleiding van FC Barcelona en verruilde die in 2013 voor die van Liverpool. Hij speelde in het seizoen 2014/15 elke wedstrijd voor de Engelse club in de UEFA Youth League. Liverpool verhuurde Canós in augustus 2015 voor ruim acht maanden aan Brentford. Hiermee bracht hij zijn eerste jaar als prof door in de Championship. Hij maakte op 12 september zijn officiële debuut voor Brentford. Hij viel toen in tijdens een competitiewedstrijd uit bij Leeds United. Een week later speelde hij voor het eerst voor eigen publiek, tegen Preston North End. Hij kwam dat jaar 38 competitieronden in actie en in bijna de helft daarvan als basisspeler. Na terugkomst mocht hij ook nog een keer invallen bij Liverpool, tijdens de laatste speelronde van het seizoen uit bij West Bromwich Albion. Dat bleef zijn enige wedstrijd voor Liverpool.
Canós tekende in juli 2016 voor vier jaar bij Norwich City, dat in het voorgaande seizoen degradeerde uit de Premier League. Dit bleek geen goede match. Zes maanden en een bescheiden hoeveelheid speeltijd later vertrok Canós daarom weer. Hij keerde terug naar Brentford, deze keer op permanente basis. Hier klikte het wel meteen weer. Canós bleef zes jaar bij Brentford. Hoewel hij nooit een onbetwiste basisspeler was, kwam hij in die tijd tot 151 wedstrijden in de Championship en vanaf augustus 2021 tot 36 wedstrijden in de Premier League. Zijn productiefste jaar was 2020/21. Daarin speelde hij inclusief de play-offs 49 wedstrijden. Hij droeg daarin met onder andere negen doelpunten bij aan Brentfords promotie naar de Premier League. Hij maakte onder meer een hattrick tijdens een 2–3 overwinning uit bij Cardiff City. Canós bereikte in 2020/21 ook de halve finale van de League Cup met Brentford. Daarin versperde Tottenham Hotspur de weg naar de finale. Canós miste de eerste zes speelronden van 2022/23 vanwege een hamstringblessure. Hij kwam daarna in de eerste seizoenshelft niet verder meer dan een handvol invalbeurten. Hij maakte het seizoen daarna op huurbasis af bij Olympiakos Piraeus. Canós liet Brentford in augustus 2023 na zes jaar helemaal achter zich en tekende voor vier seizoenen bij Valencia.

## Clubstatistieken
| Seizoen | Club                 | Land        | Competitie     | Wed. | Doelp. |
| ------- | -------------------- | ----------- | -------------- | ---- | ------ |
| 2015/16 | Liverpool            | Engeland    | Premier League | 1    | 0      |
| 2015/16 | → Brentford          | Engeland    | Championship   | 38   | 7      |
| 2016/17 | Norwich City         | Engeland    | Championship   | 3    | 0      |
| 2016/17 | Brentford            | Engeland    | Championship   | 18   | 4      |
| 2017/18 | Brentford            | Engeland    | Championship   | 30   | 3      |
| 2018/19 | Brentford            | Engeland    | Championship   | 44   | 7      |
| 2019/20 | Brentford            | Engeland    | Championship   | 13   | 0      |
| 2020/21 | Brentford            | Engeland    | Championship   | 46   | 9      |
| 2021/22 | Brentford            | Engeland    | Premier League | 31   | 3      |
| 2022/23 | Brentford            | Engeland    | Premier League | 5    | 0      |
| 2022/23 | → Olympiakos Piraeus | Griekenland | Super League   | 8    | 4      |
| Totaal  | Totaal               | Totaal      | Totaal         | 237  | 37     |

## Interlandcarrière
Canós kwam uit voor meerdere Spaanse nationale jeugdelftallen. Hiermee speelde hij nooit op een eindtoernooi.